# Isa Bowmanová
Isa Bowmanová (nepřechýleně Isa Bowman; 2. září 1874 – 29. září 1958) byla anglická herečka, blízká přítelkyně a modelka Lewise Carrolla a autorka vzpomínek na jeho život, o kterém sepsala knížku The Story of Lewis Carroll, Told for Young People by the Real Alice in Wonderland.

## Životopis
Setkala se s Carrollem v roce 1886, když hrála malou roli v divadelní verzi Alenky v říši divů s Phoebe Carlo v titulní roli; Carlu jako Alenku nahradila v roce 1888. Carrolla navštěvovala a zůstávala s ním ve věku od patnácti do devatenácti let: Carrollová popsala návštěvu v červenci 1888 v Isově návštěvě Oxfordu, kterou znovu vydala ve svých pamětech. Carroll ji představil Ellen Terryové, která jí dávala hodiny řečnického umění. Carroll jí v roce 1889 věnoval svůj poslední román Sylvie a Bruno: její jméno se v úvodu objevuje v dvojité akrostické básni.
V roce 1899 se provdala za novináře George Reginalda Baccha. V letech 1899–1900 Bacchus vydal beletrizovanou verzi svého životopisu v magazínu Society, časopisu, který redigoval. Vydavatel Leonard Smithers poté představil mírně pornografickou verzi, která byla vydávána jako The Confessions of Nemesis Hunt (vydána ve třech svazcích 1902, 1903, 1906).
Isa Bowmanová byla dcerou učitele hudby Charlese Andrewa Bowmana (1851) a Helen Herdové, rozené Holmesové. Její sestry Empsie, Nellie (paní Spensová) a Maggie (paní Tom Morton) Bowmanová byly všechny herečky a také kamarádky Carrolla. Podle Maggieinho tchána Williama Mortona byly sestry všechny herečky od útlého věku. Řekl, že Maggie měla zábavný rýmovaný deník, který Carroll psal během její návštěvě Oxfordu, když byla malá holčička.
Isa hrála malou roli v britském filmu Vote for Huggett z roku 1949 spolu se svými sestrami Empsie a Nellie.

## V populární kultuře
- Hra Gylese Brandretha Wonderland o vztahu Isy Bowmanové a Dodgsona byla uvedena na festivalu Edinburgh Fringe v roce 2010.[22]